# Władza nieograniczona
Władza nieograniczona – cecha władzy monarszej polegająca na całkowitej niezależności i nadrzędności władcy nad wszelkimi prawami. Monarcha jest jedynym, najwyższym prawodawcą i sędzią. O władzy nieograniczonej faktycznie mówimy w przypadku despotyzmu (Egipt faraonów), samodzierżawia (Rosja w XVII wieku, Imperium Osmańskie) oraz po części w przypadku rządów totalitarnych. Błędnie przypisuje się władzę nieograniczoną francuskim monarchom absolutnym (np. Ludwik XIV), ich władza była w pewien sposób ograniczona przez fundamentalne prawa monarchii.
We współczesnym prawie konstytucyjnym mówi się również o tzw. nieograniczonej władzy Suwerena, którym w demokratycznych państwach prawnych jest Naród (lud). Cała władza pochodzi od Narodu i spoczywa w rękach Narodu. Ze swej istoty jest więc jedna, niepodzielna i nieograniczona. Nie wyklucza to sprawowania przez Naród władzy przez swoich przedstawicieli w systemie trójpodziału władzy.